# Seegefecht bei Hogland
1. Phase: Schwedische Dominanz (1700–1709)
Dänischer Kriegsschauplatz (1700)
Humlebæk • Tönning I 
Livländ./ Estnischer Kriegsschauplatz (1700–1708)
Riga I • Jungfernhof • Varja • Pühhajoggi • Narva • Petschora • Düna • Rauge • Erastfer • Hummelshof • Embach • Tartu • Narva II • Wesenberg I • Wesenberg II
Ingermanländ./ Finnischer Kriegsschauplatz (ab 1701)
Archangelsk • Ladogasee • Nöteborg • Nyenschanz • Newa • Systerbäck • Petersburg • Wyborg I • Porvoo • Newa II • Koporje II • Kolkanpää
Litauisch-weißrussischer Kriegsschauplatz (1702–1706)
Vilnius • Saladen • Jakobstadt • Gemauerthof • Mitau • Grodno I • Olkieniki • Njaswisch • Klezk • Ljachawitschy
Polnischer Kriegsschauplatz (1702–1706)
Klissow • Pułtusk • Thorn • Lemberg • Warschau • Posen • Punitz • Tillendorf • Rakowitz • Praga • Fraustadt • Kalisch 
Russischer Kriegsschauplatz (1708–1709)
Grodno II • Golowtschin • Moljatitschi • Rajowka • Lesnaja • Desna • Baturyn • Koniecpol • Weprik • Opischnja • Krasnokutsk • Sokolki • Poltawa I • Poltawa II
2. Phase: Schweden in der Defensive (1710–1721)
Baltischer und Finnischer Kriegsschauplatz (bis 1714)
Riga II • Wyborg II • Pernau • Kexholm • Reval • Hogland • Pälkäne • Storkyro • Nyslott • Hanko 
Schwed./Norwegischer Kriegsschauplatz (1710–1721)
Helsingborg • Køge-Bucht • Bottnischer Meerbusen • Frederikshald I • Dynekilen-Fjord • Göteborg I • Strömstad • Trondheim • Frederikshald II • Marstrand • Ösel • Göteborg II • Södra Stäket • Grönham • Sundsvall
Norddeutscher Kriegsschauplatz (1711–1716)
Elbing • Wismar I • Lübow • Stralsund I • Greifswalder Bodden I • Stade • Rügen • Gadebusch • Altona • Tönning II • Stettin • Fehmarn • Wismar II • Stralsund II • Jasmund • Peenemünde • Greifswalder Bodden II • Stresow 
Das Seegefecht bei Hogland ereignete sich am 11. Julijul. / 22. Juli 1713greg. zwischen der Kaiserlich Russischen Marine und der Schwedischen Marine während des Großen Nordischen Krieges, bei der heutzutage russischen Insel Hogland 35 Kilometer südlich der finnischen Stadt Kotka und 180 Kilometer westlich von St. Petersburg. Eine kleine schwedische Flottenschwadron bestehend aus drei Linienschiffen unter Kommando von Carl Raab begegnete einer weit größeren russischen Kriegsflotte. Das Gefecht endete mit einem Unentschieden.

## Vorgeschichte
| \| Seegefecht bei Hogland \| |
| Lage des Schlachtfeldes      |
| Seegefecht bei Hogland       |

Nach der erfolglosen Kampagne am Pruth wandte sich Zar Peter wieder dem Kriegsschauplatz an der Ostsee zu, um den Druck auf Stockholm zu erhöhen. Nach Überwindung einiger logistischer Probleme begann im Frühling 1713 die lang geplante Invasion Finnlands. Für den Feldzug in Finnland war ein Zusammenwirken von Heer und Flotte geplant. Dazu wurde der Ausbau der russischen Flotte forciert. 1713 standen 13 große Kriegsschiffe und Fregatten zur Verfügung, weitere Schiffe wurden in den Niederlanden und England gekauft.
Die hochgerüstete russische Flotte, insgesamt 204 Schiffe mit 16.000 Mann lief Ende April aus Petersburg aus und landete am 10. Mai in der Nähe Helsingfors. Der dortige schwedische Kommandant Georg Lybecker wartete jedoch das Bombardement der Invasionsstreitmacht nicht ab, sondern verbrannte die Stadt und zog sich, nachdem er auch die finnische Hauptstadt Abo vor den russischen Verfolgern geräumt hatte, mit der etwa 3300 Mann starken schwedischen Besatzung nach Osten, nach Borga zurück, wo ein 15.000 Mann starkes schwedisches Korps stand. Die russische Galeerenflotte bereitete im Folgenden einen Angriff auf Borga vor. Am Abend des 22. Mai landeten russische Marinesoldaten ungehindert in der Nähe dieser Stadt.

## Verlauf
Inzwischen war ein schwedisches Geschwader unter Vizeadmiral Lillie mit neun Linienschiffen und 2 Fregatten vor Helsinki aufgetaucht. Der russische Admiral Cruys ging parallel zu den russischen Vorstößen zu Land mit einem Teil der russischen Hochseeflotte in See um die Finnländische Expedition zu Lande gegen die schwedischen Flotte unter dem Vizeadmiral Lilien, der im Finnischen Meerbusen kreuzte zu decken. Einer Schlacht wichen die Schweden aber aus. Am Morgen des 11. Juli hatte die russische Flotte eine schwedische Schwadron unter dem Kommando von Raab bei Hogland erreicht und befand sich in deren Schussreichweite. Es entbrannte ein intensiver Kampf beim Kalbådagrund und der Yttre Hällkallan-Untiefe. Während des Kampfes lief die Ösel, das Flaggschiff von Raab auf Grund, konnte jedoch wieder flott gemacht werden und den Kampf fortführen. Bei ihrer Verfolgung gerieten drei russische Linienschiffe auf Grund, zwei konnten aber wieder flott gemacht werden, das dritte musste verbrannt werden. Die Schweden entgingen der russischen Verfolgung und zogen sich nach Helsinki zurück. Während die Schweden nur geringe Verluste an Bord erlitten, hatten die Russen ein großes Linienschiff mit 50 Kanonen während des Kampfes verloren. Die Russen machten dafür zu Unrecht den niederländisch- und norwegischstämmigen Vizeadmiral Cornelius Cruys verantwortlich.

## Folgen
Noch beherrschten die russischen Seeleute das schwierige Manövrieren mit großen Kriegsschiffen in dem schwierigen Fahrwasser des Finnischen Meerbusens mit seinen Sandbänken, Schären und Inseln nicht ausreichend. Die großen Kriegsschiffe wurden deshalb nach St. Petersburg zurückgeschickt, während die beweglichere Galeerenflotte im Raum Borga verblieb.
Bevor Zar Peter, der als Konteradmiral der Unternehmung beiwohnte, im September nach Russland zurückkehrte, übertrug er Fjodor Apraxin das Kommando über die Flotte.

## Beteiligte Schiffe

### Schweden
- Verden 54 Kanonen
- Osel 50 Kanonen
- Estland 48 Kanonen

### Russland
- Poltawa 54 Kanonen
- Pernow 50 Kanonen
- Randolf 50 Kanonen
- Riga 50 Kanonen
- Sviatoi Antonii 50 Kanonen
- Wyborg 50 Kanonen
- Esperans 44 Kanonen
- Sv. Pawel 32 Kanonen
- Sv. Petr 32 Kanonen
- Samson 32 Kanonen
- Shtandart 28 Kanonen
- 2 Briggs